# 国際興業バス池袋営業所
国際興業バス池袋営業所（こくさいこうぎょうバスいけぶくろえいぎょうしょ）は、東京都豊島区千早に位置する国際興業バスの営業所である。池袋駅西口をターミナルとし、主に豊島区・板橋区を中心に、中野区・北区へ乗り入れる路線を担当する。

## 概要

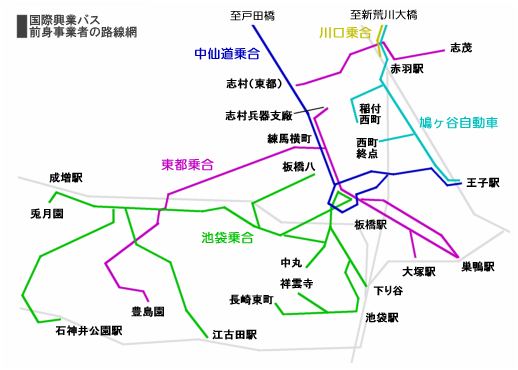
1936年頃の国際興業バス前身事業者の路線網

国際興業バス発足時からある古い営業所だが、所管路線の歴史は戦前の池袋乗合自動車にまで遡る。右図緑色の線は1936年頃の同社路線だが、現在の池袋・練馬周辺における国際興業路線の骨格となる部分が既に開通している。ただし細かい経路、とりわけ池袋駅から川越街道間が大きく異なっているが、その理由としては、池袋駅西側の道路が未整備だったことに加え、板橋警察署付近に向かう人の流れが多かったことが考えられる。板橋警察署付近は当時官公庁や商店が多く集まる地域の中心地で、早くから東京市電（都電志村線）が開通していたため、池袋乗合の沿線から東京の中心部に向かうにもここで市電に乗換えるのが効率的だったのである。
池袋乗合自動車は1937年に東京横浜電鉄へ買収されて傘下に入り、1940年には同じ東横系の中仙道乗合自動車に合併、さらに戦時下の1944年に大東急のもとで中仙道乗合自動車は東都乗合自動車に合併した。この間、池袋駅東口に市電が開通して武蔵野デパートが開業、戦後にかけては池袋駅西口の道路も整備されるなど、池袋の町は徐々に姿を変えていった。
このような駅周辺の発展に加え、豊島区西部の宅地化が進んだことで終戦後から池袋駅を起点とする路線の新設が進められた。豊島区史によれば、1948年から東都乗合自動車の末期にかけて、いずれも池袋駅を起点に「大山・千川循環」「上板橋・豊島園線」「中野駅・椎名町八丁目（現：南長崎六丁目）線」が開通している。国際興業バスとなってからも「（練馬総合病院経由・茂呂経由）江古田線」「日大病院線」「熊野町・要町経由内回り循環」など、毎年のように路線新設が行われた。
昭和30年代に入ると、路線は練馬区や板橋区の郊外にも延伸され、「練馬区役所 - 常盤台・徳丸線」などといった池袋駅を発着しない路線も登場した。これらは1958年に練馬分車庫が開設されてこの地域の路線を受け持つようになり、1962年の営業所再編では廃止となる巣鴨営業所の路線を吸収し、練馬営業所として独立した。
この頃から昭和40年代前半にかけては、モータリゼーションによる自家用車の増加に伴い交通規制が敷かれたり、新しい道路が開通するなどして交通の流れが大きく変わった時期だった。バスもこの影響を免れることができず、池袋営業所では江古田・小茂根付近を走る路線のうち、狭隘路を走る区間を一部廃止して環七通り、川越街道経由にするなどの大幅な経路変更を行っている。
1983年には営団地下鉄有楽町線の営団成増（当時の名称） - 池袋間が開業し、エリアが重なる池袋営業所の路線は大打撃を受けた。これにより同年7月に大規模な路線再編が実施され、地下鉄と並行する池01、池08が廃止された。これ以降は大規模な路線再編は実施されず、わずかな経路変更・路線延伸程度に留まっており、この時点で路線数はおおむね現在の規模となった。

## 沿革
- 1950年12月1日 - 国際興業バス池袋営業所が発足。
- 1958年9月1日 - 練馬出張所（現：練馬営業所）を開設。
- 1962年8月1日 - 練馬出張所が巣鴨営業所の一部を統合し、練馬営業所として昇格。
- 199x年 x月 x日 - バス共通カードを導入。
- 1999年6月1日 - 路線バス車内で雨傘の販売を開始。
- 2007年9月28日 - PASMOを導入。
- 2010年
  - 3月15日 - バス共通カードの販売を終了。
  - 7月31日 - バス共通カードの取り扱いを終了。
- 2018年7月31日 - 路線バス車内で雨傘の販売を終了。

## 現行路線

### 池袋駅 - 池袋車庫線
- 池80：池袋駅西口 - 池袋車庫

池袋車庫方向のみ「要町駅」を経由する。
池袋駅西口を発着する全系統のうち、池袋駅側との出入庫はこの池80で行う。池袋駅から短距離であることや、池02、池03などの循環路線が循環区間からそのまま出入庫を行うこともあり、同区間を回送で出入庫を行う場合がある。

### 池袋駅 - 熊野町循環線
- 池02：池袋駅西口 → 要町駅 → 熊野町 → 中丸町坂下 → 水道タンク裏 → 要町駅 → 池袋駅西口
- 池82：池袋駅西口 → 要町駅 → 熊野町 → 中丸町坂下 → 水道タンク裏 → 要町駅 → 池袋車庫
- 池82：池袋車庫 → 要町駅 → 熊野町 → 中丸町坂下 → 水道タンク裏 → 要町駅 → 池袋駅西口
  - 1953年頃：新設。

現在、池袋駅西口から運行されている3つの循環路線の一つである。板橋区南町、豊島区千川、高松周辺の住宅地を反時計回りで循環する（時計回りは要町循環）。
開設から1960年代頃までは逆回りで運行されていた。すなわち、現在の熊野町循環が「要町循環」と呼ばれ、現在の要町循環のルートは、西光院前（現：南町）停留所をとって「西光院循環」と呼ばれた。これらのルートが交換されたのは1970年代のことである。
かつては内回り循環という案内名称を持ち、「熊野町経由内回り循環」の表示で運行していた。

### 池袋駅 - 要町循環線

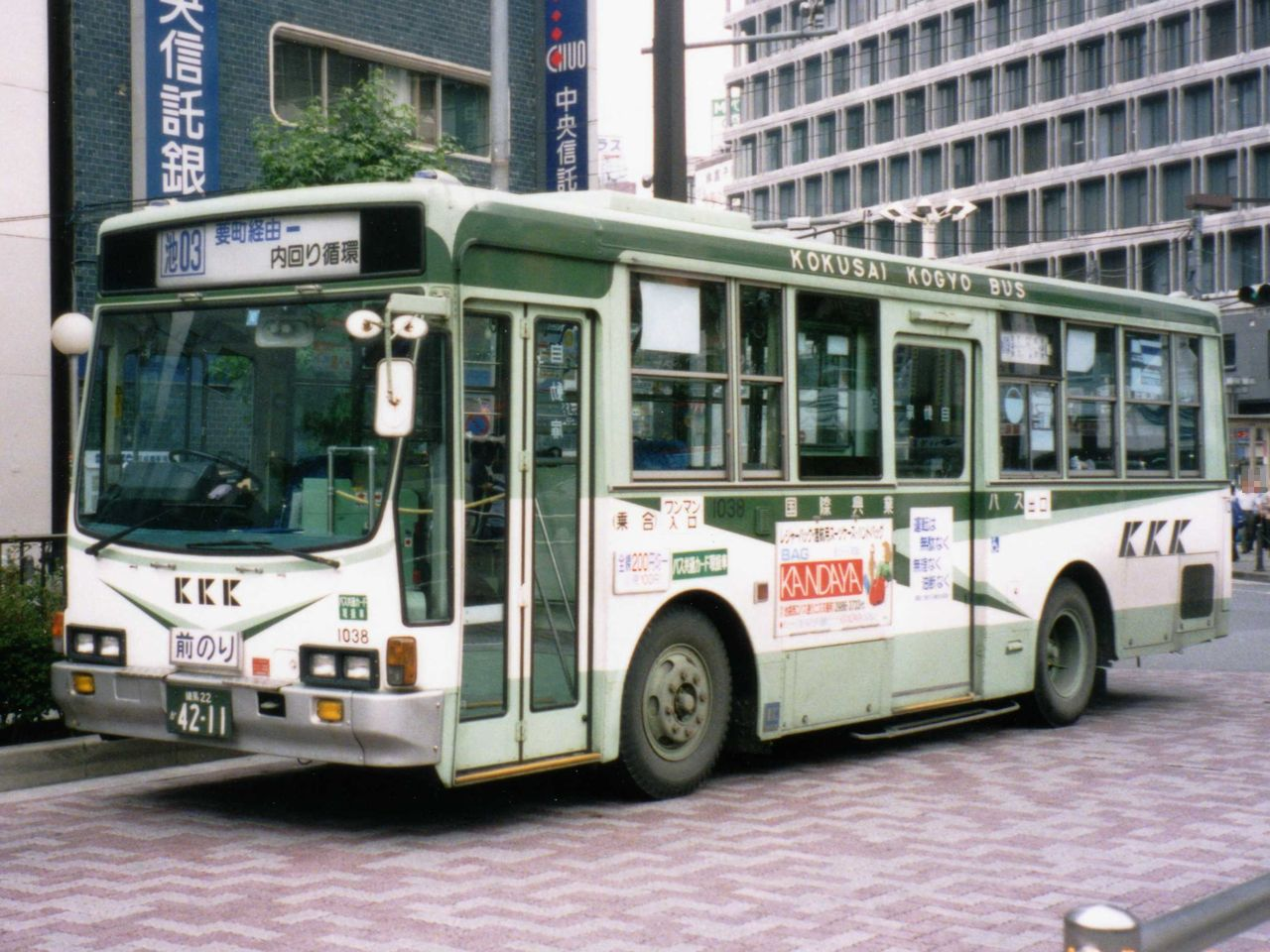
池03 (1038)

- 池03：池袋駅西口 → 要町駅 → 水道タンク裏 → 南町 → 要町駅 → 池袋駅西口
- 池83：池袋駅西口 → 要町駅 → 水道タンク裏 → 南町 → 要町駅 → 池袋車庫
- 池83：池袋車庫 → 要町駅 → 水道タンク裏 → 南町 → 要町駅 → 池袋駅西口
  - 1953年頃：新設。

現在、池袋駅西口から運行されている3つの循環路線の一つである。板橋区南町、豊島区千川、高松周辺の住宅地を時計回りで循環する（反時計回りは熊野町循環）。
開設から1960年代頃までは逆回りで運行されていた。すなわち、現在の要町循環のルートは、西光院前（現：南町）停留所をとって「西光院循環」と呼ばれ、現在の熊野町循環が「要町循環」と呼ばれた。これらのルートが交換されたのは1970年代のことである。
かつては内回り循環という案内名称を持ち、「要町経由内回り循環」の表示で運行していた。

### 池袋駅 - 中丸町循環線
- 池04：池袋駅西口 → 要町駅 → 熊野町 → 高松小学校 → 要町駅 → 池袋駅西口
- 池84：池袋駅西口 → 要町駅 → 熊野町 → 高松小学校 → 要町駅 → 池袋車庫

現在、池袋駅西口から運行されている3つの循環路線の一つである。要町循環、熊野町循環と同じ地域を補うように走る循環線。熊野町循環と同一の周回方向で、熊野町から南町、高松方向へショートカットする経路となっている。かつては池袋駅南口を発着して立教大学経由だったこともあるなど、上記2線に無い特徴があった。

### 池袋駅 - 日大病院線
- 池05：池袋駅西口 - 要町駅 - 千川駅 - 大谷口二丁目 - 日大病院
- 池85：池袋車庫 - 要町駅 - 千川駅 - 大谷口二丁目 - 日大病院
  - 2008年3月31日：直行便として池01（池袋駅西口 - 日大病院）を新設。
  - 2018年3月19日：池01を廃止[2]。

池袋駅と日大板橋病院（日大病院）を結ぶ路線である。病院への連絡路線ということで、車両の低床化が積極的に進められており、全便がノンステップバスを含む車椅子用リフト・スロープ付き車両で運行される。

### 豊島区地域公共バス

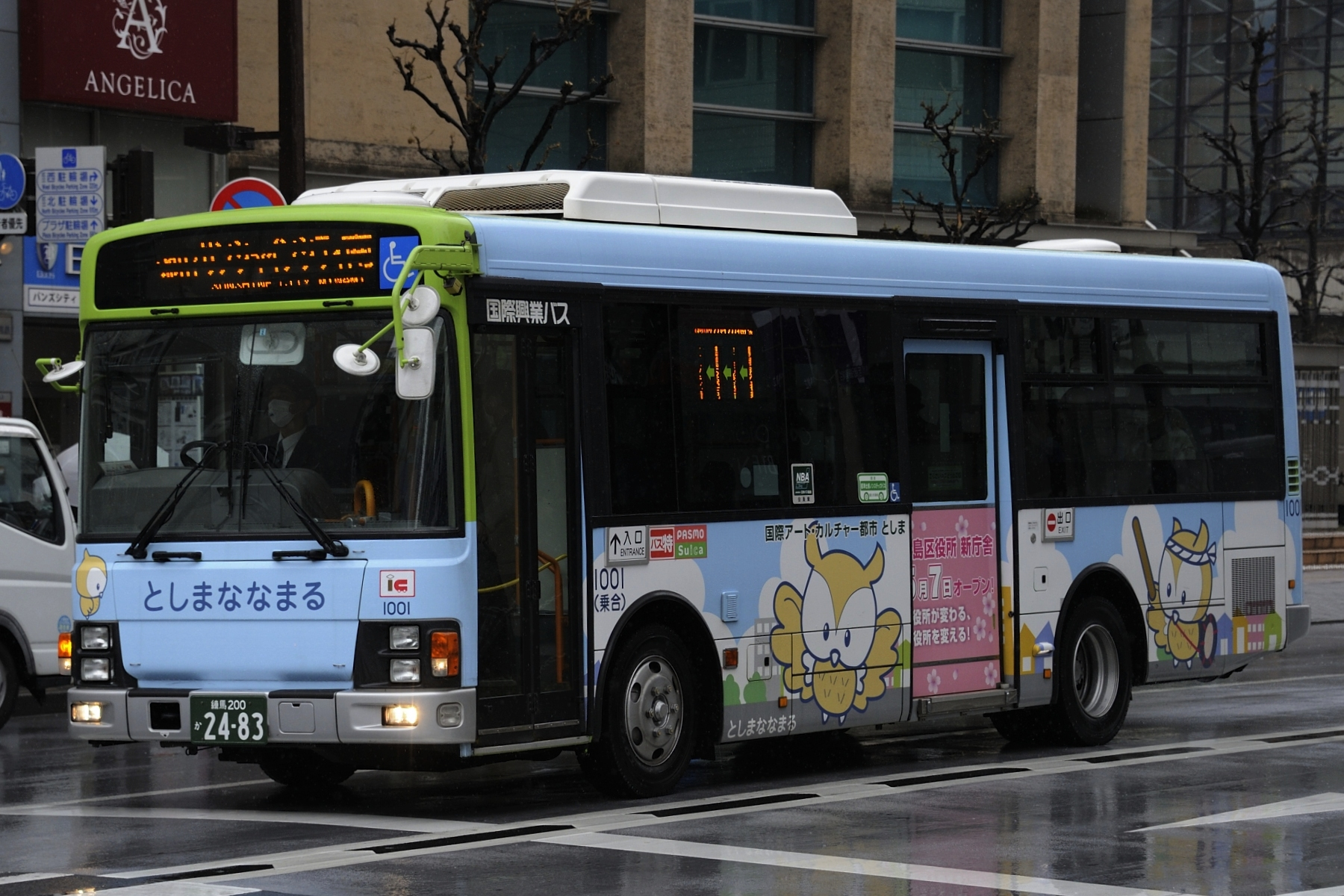
「としまななまる」のラッピングが貼られた池07専用車 (1001)

- 池07：サンシャインシティ南 - 豊島区役所 - 池袋駅西口 - 立教大学 - 要町駅 - 千川駅 - 長崎六丁目 - 南長崎六丁目 - 練馬総合病院入口 - 江古田二又
  - 1950年頃：新設。
  - 1963年：江古田二又まで延伸。
  - 2010年3月16日：サンシャインシティ南発着に変更。区から補助を受け「豊島区地域公共バス」として運行開始。
  - 2013年3月16日：池袋二丁目経由から立教大学経由に変更。
  - 2015年5月7日：サンシャインシティ南周辺の経路を、江古田二又方向は豊島区役所経由、サンシャインシティ方向は池袋保健所、豊島区役所経由（サンシャインシティ南方向のみ「池袋保健所」経由）に変更する。

1950年頃、東都乗合自動車時代の末期に開通した歴史ある路線で、当初は西武池袋線踏切のすぐ南の椎名町八丁目を終点としていた。「椎名町」は南長崎の住居表示実施前の地名で、現在も椎名町駅の駅名に地名が残っている。
1956年にすでに開通していた池袋駅 - 練馬病院 - 江古田駅線と統合され、両回りの江古田・椎名町循環（池袋駅 - 椎名町八丁目 - 江古田駅 - 練馬病院 - 池袋駅）として運行されるようになった。
1963年に現行の江古田二又まで開通したが、翌1964年に循環運行が廃止されたことで、現行区間（サンシャインシティ南 - 池袋駅 - 江古田二又線）だけが残り、現在に至る。江古田二又バス停は、都営バス「江古田二又」、関東バス「江古田駅」バス停とともに江古田駅の最寄り停留所であるが、それぞれのバス停留所は少し離れている。
東京メトロ有楽町線の上を走り、千川駅から南下して西武池袋線踏切を渡り、江古田駅南側の江古田二又に至る。鉄道との並行区間が多いことや、踏切渋滞が発生することなどから利用者は少なく、当営業所ではもっとも本数の少ない路線となっていた。そのため、1983年6月24日に有楽町線が営団成増駅（当時）まで延伸された際に廃止される予定であったが、沿線住民の要望により存続が決定したという経緯がバスニュースに記載されていた。
2010年4月28日付で、池07廃止の事前届出が国際興業バスから関東運輸局長宛てに提出されたが、豊島区地域公共交通会議において区やバス事業者などを交えて、2010年度（平成22年度）内の廃止または、区から補助金を受ける条件で豊島区役所やサンシャインシティ方面への延伸が検討されていた。
その結果、2010年3月16日から起点をサンシャインシティ南に変更し「豊島区地域公共バス」として、区内東西連絡輸送の役目を担うこととなった。延伸区間については、池袋駅西口から川越街道に向かい、スポーツセンター付近から区役所に向かい、豊島区役所周辺は循環経路となる。区の支援としては停留所設置などの初期費用が1,000万円、車両や運行経費の赤字分など毎年2,300万円が想定されている。
原則として、豊島区制70周年記念で誕生した豊島区PRキャラクター「としまななまる」 のラッピングが施された1001号車が当系統限定で運用される。
豊島区役所旧庁舎跡地再開発の進展に伴い、2019年10月12日より「池袋保健所」停留所が「Hareza池袋」に、「池袋保健所東」停留所が「Hareza池袋東」に改称された。

### 池袋駅 - 中野駅線

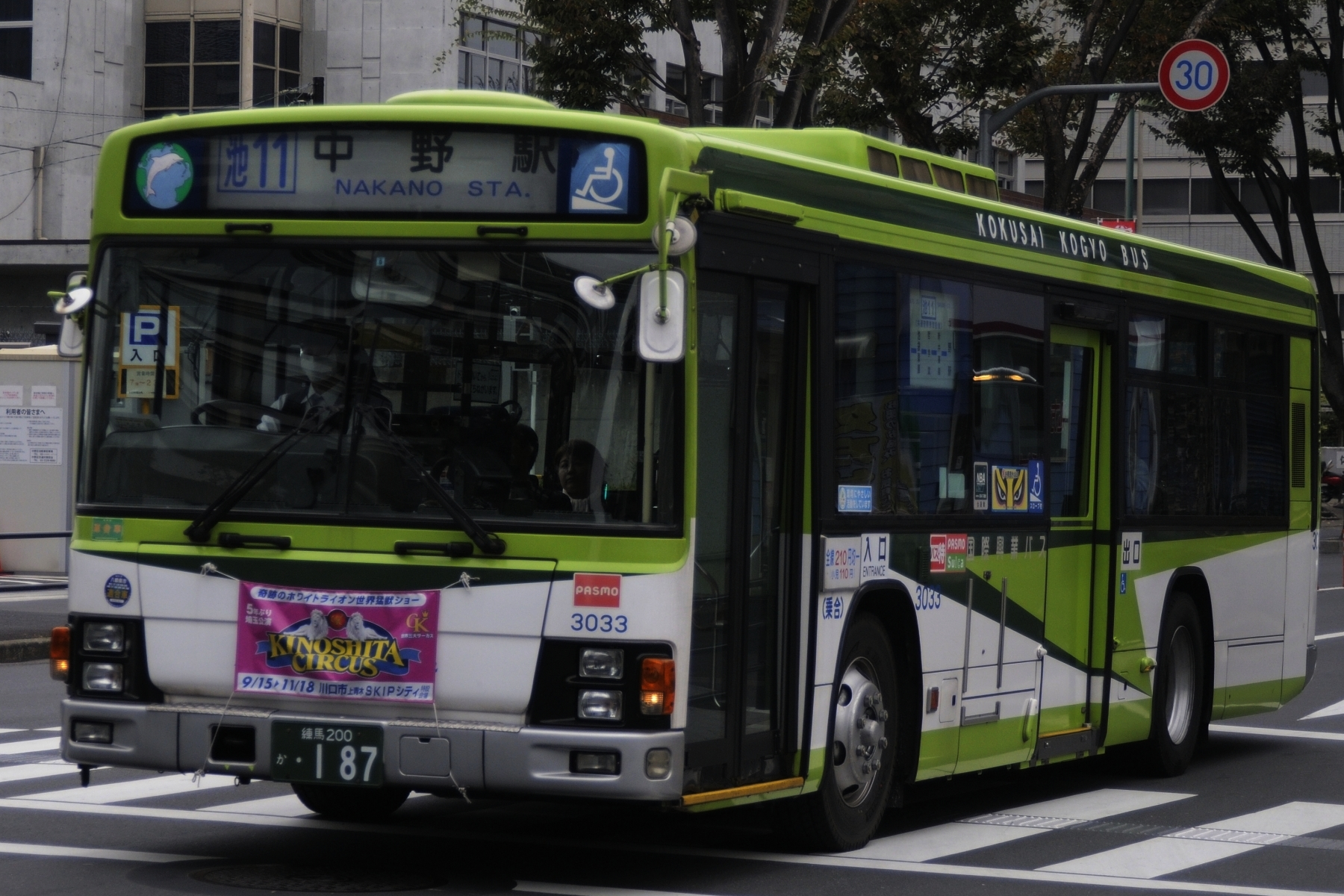
池11 (3033)

- 池11：池袋駅西口 - 池袋車庫 - 椎名町駅北口 - 南長崎二丁目 - 落合南長崎駅 - 哲学堂 - 新井薬師前駅 - 中野五丁目 - 中野駅（関東バス丸山営業所と共同運行）
  - 1949年頃：開設。
  - 2011年9月16日：中野駅北口ロータリー閉鎖により、（中野）区立体育館経由へ経路変更、反時計回りの経路とする。中野駅方向のみ「要町駅」「区立体育館」経由。
  - 2020年10月1日：「区立体育館」から「中野けやき通り」に停留所名を変更。

1949年の東都乗合自動車時代に開通し、現在に至るまでほぼ同じ経路で運行されている数少ない路線。西口発着路線としては比較的早い時期に開通しており、中央本線（中央線快速、中央・総武緩行線）や西武新宿線、地下鉄東西線の乗客を池袋へ運ぶためのバイパス的役割を果たした。
バス停の管理は目白五丁目までは国際興業が、南長崎二丁目からは関東バスがそれぞれ行っている。

### 池袋駅 - 高島平駅 - 高島平操車場線
- 池20：池袋駅西口 - 要町駅 - 板橋区役所 - 志村坂上 - 志村三丁目駅 - 西台駅 - 高島平操車場（志村営業所と共同運行）
- 池20-2：池袋車庫 → 要町駅 → 板橋区役所 → 志村坂上 → 志村三丁目駅 → 西台駅 → 高島平操車場
- 池20-3 : 池袋駅西口 - 要町駅 - 板橋区役所 - 志村坂上 - 志村三丁目駅
- 池21：池袋駅西口 - 要町駅 - 板橋区役所 - 志村坂上 - 舟渡町 - 高島平駅（志村営業所と共同運行）
  - 2011年3月16日：池20-2を新設。
  - 2013年11月16日：池20-2を廃止。
  - 2016年
    - 3月16日：安全上の理由により「熊野町」停留所を廃止。
    - 4月1日：池20-2を新設（復活）。

  - 2024年11月16日 : 池20-3を新設 [6]

池袋駅から山手通り、国道17号を北上して都営地下鉄三田線のエリアをこまめに回っていく。本数は終日1時間に3-4本と比較的多く、池20と共に池袋口の主力路線の一つとして活躍している。
高島平操車場付近に板橋区立障害者福祉センターがあるため、住民の要望で1995年に国際興業初の車椅子用リフト付き新低床バスを志村担当便で運行を開始、1998年にはノンステップバスが運行を開始した路線でもある。現在は全てがスロープ付きノンステップバスで運行される。
2011年3月16日の改正で、池20-2が1便のみ新設された。
池21は池20の兄弟路線で、こちらは国道17号を戸田橋手前の舟渡町まで北上していき、浮間舟渡駅に立ち寄らずに新河岸の住宅街、工場街を回って高島平駅に到着する。運転間隔は池20とほぼ同じだが、朝ラッシュ時の本数はこちらの方が多い。池20より新しく1970年代になってからの開通である。

### 日大病院 - 赤羽駅線
- 赤57：赤羽駅西口 - 本蓮沼駅 - 大和町 - 豊島病院 - 日大病院
- 赤57-3 : 赤羽駅西口 → 赤羽郷 → HPSC北門 
  - 2002年4月16日：新設。赤羽営業所と共同運行。
  - 2003年11月16日：赤羽営業所が撤退。池袋営業所単独での運行。
  - 2007年6月16日：赤羽営業所が再参入。
  - 2016年2月16日：赤羽営業所が撤退。池袋営業所単独での運行。
  - 2024年11月16日 : 赤57-3を新設。赤羽営業所と共同運行

赤羽駅と日大病院を結ぶ路線で、赤羽駅 - 大山西町 において、赤羽営業所の赤51の折返し系統の役割を担う。
2007年6月16日のダイヤ改正から赤羽営業所担当便も復活し、夜間に同一経路の区間便として赤羽営業所担当の赤57-2（赤羽駅西口 → 大和町）が新設されたが、2016年2月16日のダイヤ改正で再び池袋営業所の単独運行へ変更された（枝番は引き続き赤羽営業所が担当）。
運行経路としては、赤51は赤羽駅付近で循環経路を採っていたが、2020年6月からは赤57と同じトンネル経由の往路同一経路で運行される。ただし復路は、HPSC北門（旧：国立西が丘競技場北門）から赤羽駅方向へ向かう場合、赤51は停留所直後の交差点を弁天通り方向へ直進するが、赤57は赤羽郷方向へ左折する。
前述のとおり、赤51と経路がほぼ同一であるため、本数は終日にわたって毎時1～2本と少なめである。

### 王子駅 - 板橋駅線
- 王22：王子駅 - 滝野川住宅 - 帝京大学病院 - 板橋四丁目 - 板橋駅
- 王22-2：板橋四丁目 → 帝京大学病院 → 滝野川住宅 → 王子駅
  - 2007年6月16日：赤羽営業所から移管される。王22-2は十条住宅始発から板橋四丁目始発に延伸。
  - 2010年2月8日：経路変更により「十条住宅」停留所を廃止。

王子駅 - 板橋駅を帝京大学病院経由で結ぶ。1952年7月30日に王子駅 - 金沢橋 - 板橋駅 - 金井窪 - 池袋駅として開通したものである。これは、前記の赤羽駅 - 池袋駅線と同じ日の開通であるが、当初は巣鴨営業所が担当した。このうち、王子駅 - 金沢橋付近は戦前の中仙道乗合やそれ以前の王子乗合時代から続く営業区間である。その後、1970年代に王子駅 - 板橋駅間に短縮され、平成に入って中央公園 - 板橋一丁目間が帝京大学病院経由に迂回する経路に変更された。
2010年2月8日の改正で、帝京大学病院停留所が新病棟正面玄関近くへ移設された。病院付近の経路変更に伴い、十条住宅停留所の廃止と（病院から王子駅方面の）加賀一丁目停留所の新設、あわせて幾つかの停留所名変更などが実施された。
2015年10月16日、帝京大学病院停留所が2010年2月7日以前の場所に戻された。その際付近の経路も戻されたが、十条住宅停留所は再設されなかった。なお、王22系統がこの間使用していた正面玄関車寄せの停留所スペースには、2023年12月16日に帝京大学病院正面停留所が設置され、赤50H系統が使用するようになった。

### 深夜急行バス
池袋駅西口と東武東上線近辺の各駅を結ぶ深夜急行バス「ミッドナイトアロー」を運行する。

### ミッドナイトアロー成増・朝霞台
- 池袋駅西口 → 大山 → 下頭橋（中板橋駅入口） → ときわ台駅 → 上板橋駅前 → 東武練馬駅 → 下赤塚駅 → 成増駅入口 → 白子坂上 → 和光市駅入口 → 南栄町 → 朝霞市役所 → 朝霞駅南口 → 朝霞台駅
  - 2010年11月22日：朝霞駅南口に乗り入れ開始。

### ミッドナイトアロー朝霞台・新座
- 池袋駅西口 → 大山 → 下頭橋（中板橋駅入口） → ときわ台駅 → 上板橋駅前 → 東武練馬駅 → 下赤塚駅 → 成増駅入口 → 白子坂上 → 和光市駅入口 → 南栄町 → 朝霞市役所 → 朝霞駅南口 → 朝霞台駅 → 志木駅南口 → 新座駅南口
  - 2010年11月22日：朝霞駅南口に乗り入れ開始。

### 夕陽号
東京圏と山形県を結ぶ夜行高速バス「夕陽号」を庄内交通と共同運行する。
- 渋谷線
  - 渋谷駅（渋谷マークシティ） - 池袋駅西口 - 大宮駅東口 ⇔ 庄内観光物産館 - エスモールバスターミナル - 庄内町余目駅前 - イオン酒田南店 - 酒田庄交バスターミナル → さかた海鮮市場前
- 新宿線
  - バスタ新宿 - 東京駅丸の内北口（オアゾ前） - 秋葉原駅 - 上野駅 ⇔ 庄内観光物産館 - エスモールバスターミナル - 庄内町余目駅前 - イオン酒田南店 - 酒田庄交バスターミナル → さかた海鮮市場前
- 東京ディズニーランド線
  - 東京ディズニーランド - 東京駅（乗車：八重洲南口・降車：日本橋口）JRバスターミナル ⇔ 庄内観光物産館 - エスモールバスターミナル - 庄内町余目駅前 - イオン酒田南店 - 酒田庄交バスターミナル → さかた海鮮市場前

### 空港連絡バス
- 池袋羽田線（戸田営業所・東京空港交通と共同運行）
  - 池袋駅西口 - 羽田空港

2012年5月16日、東京空港交通が運行してきた空港連絡バス池袋羽田線に参入。国際興業担当便は全便が池袋駅西口のみの発着で、ホテルメトロポリタン・サンシャインシティプリンスホテルは経由しない。
浦和羽田線開業に伴い、2013年12月16日より国際興業バス戸田営業所から移管された。

### 御殿場プレミアム・アウトレット号
- 池袋駅西口 - ホテルメトロポリタン → 御殿場プレミアム・アウトレット
- 御殿場プレミアム・アウトレット → 池袋駅西口 - ホテルメトロポリタン

2016年4月2日より募集型ツアーバスとして運行していたものを、同年8月1日より路線化したものである。

## 廃止・移管路線

### 廃止路線
- 池01（初代）：池袋駅西口 → 熊野町 → 大山 → 千川 → 池袋駅西口（大山経由外回り循環）
  - 19xx年 x月 x日：新設。
  - 1983年7月25日：廃止。
- 池01（2代）：池袋駅西口 → 日大病院（直行便）
  - 2008年3月31日：新設（川越街道経由の直行便）。
  - 2018年3月19日：廃止[2]。
- 池08：池袋駅西口 - 池袋二丁目 - 千川
  - 19xx年 x月 x日：新設。
  - 1983年7月25日：廃止。
- 池30：池袋駅西口 → 要町駅 → 幸町 → 大山 → 千川駅 → 要町駅 → 池袋車庫
  - 1987年11月2日：深夜バスとして新設。
  - 1990年11月1日：廃止。
- 池81：池袋駅西口 → 熊野町 → 大山 → 千川 → 池袋車庫（大山経由外回り循環）
  - 19xx年 x月 x日：新設。
  - 1983年7月25日：廃止。
- 池87：池袋車庫 - 要町駅 - 千川駅 - 長崎六丁目 - 江古田二又
  - 19xx年 x月 x日：新設。
  - 199x年 x月 x日：廃止。
- 池88：池袋車庫 - 池袋二丁目 - 千川
  - 19xx年 x月 x日：新設。
  - 1983年7月25日：廃止。